# Krzyk (film 1982)
Krzyk – polski film psychologiczno-obyczajowy w reżyserii Barbary Sass z 1982 roku.

## Opis fabuły
Rok 1981. Marianna, dziewczyna z warszawskiej Pragi, wychodzi z więzienia i dostaje pracę salowej w wysokiej klasy domu starców. Działacze związkowi przeprowadzają kontrolę w domu starców, podejrzewając, że zajmują tam bezprawnie miejsca dawni komunistyczni prominenci, jednym z nich jest podopieczny Marianny.

## Obsada
- Marianna − Dorota Stalińska
- Marek − Krzysztof Pieczyński
- Kurator Niedźwiecka − Ewa Żukowska
- Niedźwiecki − Janusz Zerbst
- Stary − Stanisław Igar
- Matka Marianny − Iga Cembrzyńska
- Pielęgniarka − Anna Romantowska

A także
- Stanisław Biczysko